# Akademski naziv
Akademski nazivi so nazivi, ki jih predavateljem glede na strokovno in pedagoško delo podeljuje univerza.
V Sloveniji poteka hierarhija univerzitetnih pedagoških delavcev v vrstnem redu:
- asistent stažist,
- asistent,
- docent,
- izredni profesor,
- redni profesor,
- zaslužni profesor.

Nazivi visokošolskih učiteljev so:
- redni profesor (prof.),
- izredni profesor (izr. prof.),
- docent (doc.),

za izvajanje jezikovnega pouka na univerzi tudi:
- lektor,

za izvajanje visokošolskih strokovnih programov in programov športne vzgoje pa tudi:
- višji predavatelj,
- predavatelj.

Nazivi visokošolskih sodelavcev so:
- asistent,
- strokovni svetnik,
- višji strokovni sodelavec,
- strokovni sodelavec,
- učitelj veščin,
- bibliotekar.